# Kolozsi református templom
A kolozsi református templom műemlékké nyilvánított templom Romániában, Kolozs megyében. A romániai műemlékek jegyzékében az CJ-II-m-B-07574 sorszámon szerepel.